# 梅桑弗里烏
41°9′26″N 7°53′35″W / 41.15722°N 7.89306°W

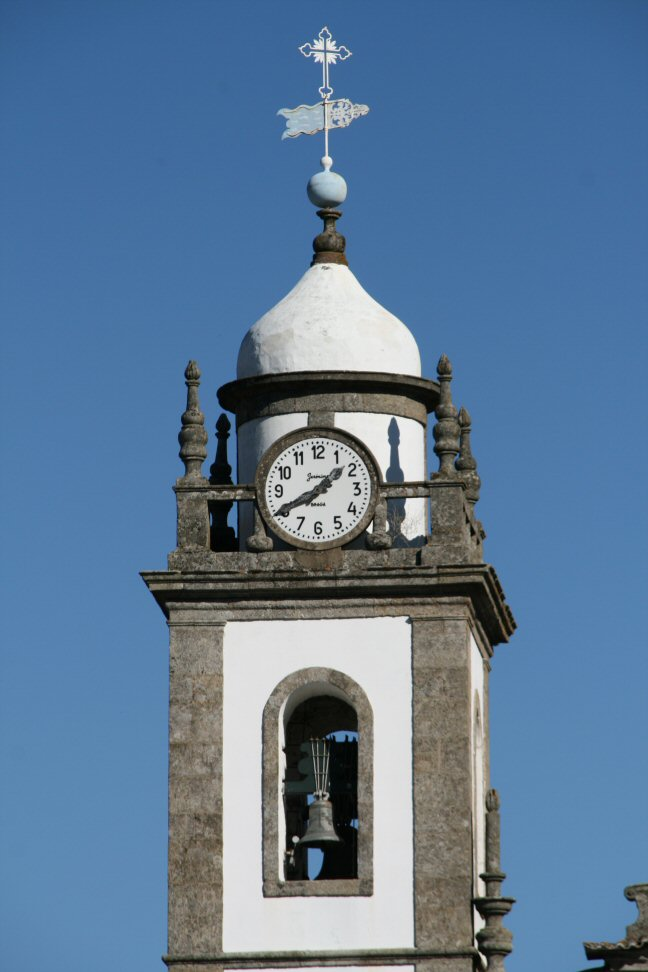

梅桑弗里烏（葡萄牙語：Mesão Frio），是葡萄牙的城鎮，位於該國北部，由雷亞爾城區負責管轄，始建於1152年，面積26.65平方公里，2011年人口4,433，人口密度每平方公里166.34人。